# Neville Alexander
Neville Edward Alexander (22 d'octubre de 1936 - 27 d'agost de 2012) va ser historiador, poliglot, polític, escriptor, proponent d'una Sud-àfrica multilingüe i exrevolucionari que va passar deu anys a l'Illa Robben com a company de presó de Nelson Mandela.

## Biografia
Alexander va néixer a Cradock, Província Oriental del Cap, Unió Sud-africana, fill de David James Alexander, un fuster i Dimbiti Bisho, una mestra d'escola. La seva àvia materna era una etíop i va ser rescatat de l'esclavitud pels britànics. Va ser educat en el Convent de Sant Rosari, Cradock, i es va matricular el 1952. Va passar sis anys a la Universitat de Ciutat del Cap per obtenir una llicenciatura en Anglès i Història (1955), completant els seus honors en alemany un any després i un mestratge en alemany, la seva tesi va ser sobre el drama barroc de Silèsia d'Andreas Gryphius i Daniel Caspar von Lohenstein. Després d'haver estat guardonat per la Fundació Alexander von Humboldt amb una beca a la Universitat de Tubinga va obtenir el seu doctorat el 1961 amb una tesi sobre el canvi d'estil en l'obra dramàtica de Gerhart Hauptmann.
El 1957 Alexander es va radicalitzar i va ser membre de l'Associació d'Estudiants de la Península del Cap, afiliat del Moviment d'Unitat de No Europeus de Sud-àfrica. Es va unir a la Unió Democràtica de Pobles Africans de Sud-àfrica (UDPAS), que va ser establerta el 1960. No obstant això, va ser expulsat de UDPAS el 1961 i amb Dulcie setembre, Kenneth Abrahams, Ottilie Abrahams, Fikile Bam, Andreas Shipinga, Marcus Solomon, Xenophon Pitt i Elizabeth van der Heyden, va formar un grup d'estudi de nou membres al juliol de 1962, coneguda com la Yu Chi Chan Club (YCCC). Yu Chi Chan és el nom xinès de guerrilles de guerra, que  Mao Tse-Tung va utilitzar. El YCCC es va dissoldre a finals de 1962 per ser reemplaçat pel Front d'Alliberament Nacional (FLN) del qual Alexander va ser un dels fundadors.

## Sentència
El juliol de 1963, juntament amb la majoria dels membres del FLN, va ser detingut. El 1964, va ser declarat culpable de conspiració per intent de sabotatge. Des de 1964 a 1974 va ser empresonat a l'Illa Robben. Després de ser alliberat, va fer molta feina sent el pioner en el camp de la política lingüística i planificació a Sud-àfrica des de la dècada de 1980 a través d'organitzacions com ara el Projecte d'Idiomes Nacionals, PRAESA, així com el procés de LANGTAG. Ha tingut una gran influència en relació amb el desenvolupament del llenguatge polític amb diversos departaments governamentals, entre ells l'educació.
El seu treball més recent s'ha centrat en la tensió entre el multilingüisme i l'hegemonia de l'anglès en l'esfera pública. Va ser director de PRAESA i membre de la Junta Provisional de Govern de l'Acadèmia Africana de Llengües. El 1981, va ser nomenat director de la Comissió Sud-africana per a l'Educació Superior (SACHED) i fou director del Projecte per l'Estudi de l'Educació Alternativa a Sud-àfrica (PRAESA) de la Universitat de Ciutat del Cap. El 1994 la seva  trotskista Organització de Treballadors d'Acció Socialista impugnar les eleccions.
Alexander va ser el guanyador del Premi Linguapax per a 2008. El premi s'atorga anualment (des de 2000) en reconeixement de les contribucions a la diversitat lingüística i l'educació multilingüe. La citació ha assenyalat que havia dedicat més de vint anys de la seva vida professional a defensar i preservar el plurilingüisme a l'Àfrica post-segregació racial i s'ha convertit en un dels principals defensors de la diversitat lingüística.
Va morir després d'un llarg període de mala salut el 27 d'agost de 2012.